# شعيرة(عنس)
قالب:قرية
شعيرة، وتُعرف تاريخيًا باسم باب عَوَادِن، هي قرية يمنية تتبع عزلة وادي الحار في مديرية عنس بمحافظة ذمار، وتقع على السفوح الجنوبية الغربية من جبل حصة، ضمن نطاق وادي الحار.

## الجغرافيا
تقع شعيرة في منطقة جبلية يمر بها وادي الحار (المعروف قديمًا بمقري سائلة معسج)، وتُعد من القرى المرتفعة نسبيًا بارتفاع يقدر بـ2350 متر عن سطح البحر. يحدها شمالًا قرى قرية مرخزه وقرية وردسان (عنس), وشرقًا قرية جبال حصه (ذمار), وجنوبًا شعاب وحيود حصه، وغربًا قرية قرية بيت الفاطمي (ذمار).

## السكان
بلغ عدد سكان القرية في إحصائية محلية عام 2025م نحو 853 نسمة، موزعين على حوالي 116 مسكنًا. ينتمي أغلب السكان إلى عائلة دوبع (الحسام)، وهي عائلة ذات جذور عميقة في المنطقة.

## التاريخ
يُعتقد أن الاسم القديم للقرية هو عَوَادِن، وقد كانت قرية مأهولة في العصور الماضية لكنها اندثرت، وبقي الاسم محفوظًا في الذاكرة الشعبية. وتشير بعض الروايات إلى أن موقع "عَوَادِن" الأصلي كان بجوار مجرى الوادي، قبل أن تنتقل التجمعات السكانية إلى الموقع الحالي المعروف باسم "شعيرة".

## الأنساب
تُعتبر عائلة دوبع (الحسام) من العائلات الرئيسية في شعيرة، ولديها مشجرات تصل نسبها إلى الجد الثلاثين. وتشير الوثائق المحلية إلى أن الأسرة أصلها من قرية السملال الواقعة بين وادي الحار ووادي عبيده، على حدود عنس ويريم.

## الثقافة والموروث
يتمتع أهالي شعيرة بعادات قبلية متماسكة، مع تقاليد زراعية تعتمد على زراعة الحبوب وتربية المواشي. كما تحتفظ القرية بإرث شعبي غني من الأمثال والأهازيج باللهجة العنَسية.